# Gertrud Riis Madsen
Gertrud Riis Madsen (født 25. juli 2004 i Skørping) er en cykelrytter fra Danmark, der kører for Aalborg-Sparekassen Danmark Dame. Hun har tidligere dyrket orienteringsløb og mountainbike-orientering.

## Karriere
I 2013 begyndte Gertrud Riis Madsen sammen med resten af familien at dyrke orienteringsløb hos Rold Skov Orienteringsklub. Sammen med tvillingesøster Ida blev det til flere topplaceringer i ungdomsrækkerne. I 2019 fik Gertrud en skade i hoften, og måtte opgive at dyrke løb. I stedet kastede hun sig over mountainbike-orientering, og blev i sommeren 2020 udtaget til seniorlandsholdet, til trods for at hun var ungdomsrytter under 18 år. I 2021 vandt hun sølv ved junior-VM i MTB-O.
I 2023 kom landevejscykling med på programmet hos Gertrud Riis, da hun meldte sig ind i Aalborg Cykle-Ring. Året efter kom hun på klubbens DCU Elite Team, Team Aalborg-Sparekassen Danmark Dame, hvor hun deltog i danske A-løb. I august 2024 blev hun en del af det danske U23-landshold som deltog i Tour de L'Avenir Femmes. I juni 2025 blev hun udtaget til det danske landshold der skulle køre World Tour-løbet Copenhagen Sprint.